# Burrelton
Burrelton är en ort i Storbritannien.   Den ligger i kommunen Perth and Kinross och riksdelen Skottland, i den norra delen av landet, 600 km norr om huvudstaden London. Burrelton ligger 82 meter över havet och antalet invånare är 621.
Terrängen runt Burrelton är platt åt nordväst, men åt sydost är den kuperad.Runt Burrelton är det ganska glesbefolkat, med 32 invånare per kvadratkilometer. Närmaste större samhälle är Perth, 15,1 km sydväst om Burrelton. Trakten runt Burrelton består till största delen av jordbruksmark.